# Franc Setničar
Franc Ksaver Setničar, slovenski duhovnik, * 30. november 1875, Ajdovščina, † 8. april 1945, Gorica.

## Življenje
Oče mu je bil nadučitelj Jakob Setničar. Mati mu je bila italijanskega rodu Anna del Pierro. Po gimnaziji se je vpisal v bogoslovje, 30. novembra 1898 je v Gorici prejel mašniško posvečenje. Nastopil je v službo perfekta v Malem semenišču, od 1900 do 1906 je bil rektor goriškega Alojzijevišča, med 1902 in 1906 je bil tudi kaplan v goriški župniji Placuta. Sodeloval je tudi kot organist v goriški stolnici (1898 do 1902) in učitelj petja v Velikem semenišču. Z letom 1906 je bil imenovan za tajnika nadškofijske pisarne v Gorici, 1. maja 1918 pa je postal nadškofijski kancler. 1. junija 1933 se je uradno upokojil, nadaljeval pa je s službo kanclerja. Ob ameriškem bombardiranju Gorice je 8. aprila umrl pod ruševinami v svojem stanovanju.

## Glasbenik
Bil je zelo nadarjen glasbenik, diplomiral je na konservatoriju v Regensburgu, obvladal je klavir, violino in violončelo. 